# 第V因子
第V因子（だい5いんし、英: factor V）は、凝固系を構成するタンパク質で、稀にプロアクセレリン（proaccelerin）または 不安定凝固因子（labile factor）と呼ばれることもある。他の凝固因子とは対照的に、第V因子は酵素活性を持たず、コファクター（補因子）として機能する。第V因子の欠乏は出血の素因となり、一部の変異（最も有名なものは第V因子ライデン変異（factor V Leiden））は血栓症の素因となる。

## 遺伝子
第V因子の遺伝子は1番染色体（1q23）に位置している。マルチ銅オキシダーゼファミリーと関係しており、凝固第VIII因子と相同である。遺伝子の長さは70キロ塩基対にわたり、25のエクソンから構成され、生成されるタンパク質の大きさは約330kDaである。

## 構造
第V因子タンパク質は、A1-A2-B-A3-C1-C2という6つのドメインから構成される。
Aドメインは銅結合タンパク質セルロプラスミンのAドメインに相同で、同様に三角形を形成する。銅イオンはA1-A3ドメインの相互作用面に結合し、A3ドメインは細胞膜と結合する。
Cドメインはリン脂質を結合するディスコイジンドメインファミリーに属し、C2ドメインは膜結合を媒介する。BドメインのC末端は、プロテインSによる抗凝固因子プロテインCの活性化の際にコファクターとして機能する。
第V因子から第Va因子への活性化はBドメインの切断と解離によって行われ、活性化後はプロテインCの活性化の補助を行うことはできない。タンパク質はA1-A2ドメインからなる重鎖とA3-C1-C2ドメインからなる軽鎖に分割される。両者はカルシウム依存的に非共有結合性の複合体を形成する。この複合体が凝固促進因子Vaである。

## 生理学
第V因子の合成は主に肝臓で行われる。一本鎖の分子として血漿中を循環し、血漿中での半減期は12–36時間である。
第V因子は活性化された血小板に結合することができ、トロンビンによって活性化される。活性化に際し、第V因子は2本の鎖（分子量約110000の重鎖と約73000の軽鎖）へと分割され、それらは互いにカルシウムによって非共有結合的に結合している。活性化された第V因子（第Va因子と呼ばれる）は、プロトロンビナーゼ複合体のコファクターとして機能する。活性化された第X因子（第Xa因子）は、細胞膜表面でプロトロンビンをトロンビンへ変換する際にカルシウムと第Va因子を必要とする。
第Va因子は、血液凝固の主要な生理学的阻害剤である活性化プロテインCによって分解される。トロンボモジュリンの存在下では、トロンビンはプロテインCを活性化して凝固を低下させる機能を持つ。そのため、プロテインCの濃度と作用はトロンビンが自身の活性化を制限するネガティブフィードバックループの重要な決定因子である。

## 疾患における役割
第V因子の関与するさまざまな遺伝疾患が知られている。第V因子の欠乏は稀な軽度の血友病（パラ血友病（parahemophilia）またはOwren parahemophiliaと命名されている）と関係しており、その発生率は約100万人に1人である。常染色体劣性型で遺伝する。
第V因子の他の変異は静脈血栓塞栓症と関係している。この疾患は血栓症（血栓を形成しやすい傾向）の遺伝要因として最も一般的である。変異のうち最も一般的なのは第V因子ライデン変異で、506番のアルギニン残基がグルタミンに置換されている（R506Q）。血栓形成促進性の第V因子の変異（Leiden、Cambridge、Hong Kong）はすべて、活性化プロテインCによる切断に対する抵抗性（APC抵抗性）を生じさせる。そのため活性化状態が維持され、トロンビンの産生が増加する。

## 歴史
第V因子が発見されるまで、血液凝固は4つの因子によって行われると考えられていた。カルシウム（IV）とトロンボキナーゼ（III）が共にプロトロンビン（II）に作用してフィブリノゲン（I）を産生する、というものである。このモデルは1905年にPaul Morawitzによってその概要が示された。
他の因子が存在するかもしれないという示唆は、ノルウェーの医師Paul Owren（1905–1990）によってMaryと呼ばれる女性（1914–2002）の出血傾向の調査を通じてなされた。彼女は生涯のほとんどの期間鼻血と月経過多（月経時の過剰出血）に苦しんできたが、プロトロンビン時間の延長がみられ、ビタミンK欠乏症またはプロトロンビンの欠乏をもたらす慢性肝臓疾患のいずれかであることが示唆された。しかし彼女はそのどちらにも該当しておらず、Owrenはプロトロンビンを除去した血漿を用いて異常を正すことでこのことを実証した。Maryの血清を指標として、彼は「失われた」因子（IからIVまではMorawitzのモデルで使用されていたため、彼はVとラベルした）が血液を凝固させる性質を有することを発見した。調査の大部分は第二次世界大戦中に行われ、Owrenは結果を1944年にノルウェーで発表したが、終戦まで国際的に発表することはできなかった。そして1947年になってようやくランセット誌に発表された。
この新たな凝固因子の可能性に対しては、血液凝固の世界的権威であるArmand QuickとWalter Seegersによって方法論的見地からの抵抗がなされた。しかし他のグループから結果を追認する研究がなされ、数年後には最終的に認められることとなった。
当初Owrenは第V因子は他の因子を活性化すると考えており、それを第VI因子と名付けた。第VI因子は、プロトロンビンからトロンビンへの変換を加速する因子であった。後に第V因子がトロンビン自身によって「変換される」（活性化される）ことが発見され、さらに後になって第VI因子は単に第V因子の活性化型であることが判明した。
第V因子の完全なアミノ酸配列は1987年に発表された。1994年には、プロテインCによる不活性化に対する抵抗性を有する第V因子ライデン変異が記載された。この異常は血栓症の最も一般的な遺伝的要因である。

## 相互作用
第V因子はプロテインSと相互作用することが示されている。

## 関連文献
- “Factor V and thrombotic disease: description of a janus-faced protein”. Arteriosclerosis, Thrombosis, and Vascular Biology 22 (4):  530–38. (April 2002). doi:10.1161/01.ATV.0000012665.51263.B7. PMID 11950687.
- “Coagulation factor V and thrombophilia: background and mechanisms”. Thrombosis and Haemostasis 98 (3):  530–42. (September 2007). doi:10.1160/th07-02-0150. PMID 17849041.
- “The relationship between FV Leiden and pulmonary embolism”. Respiratory Research 3 (1):  8. (2006). doi:10.1186/rr180. PMC 64819. PMID 11806843.
- “Novel factor V C2-domain mutation (R2074H) in two families with factor V deficiency and bleeding”. Thrombosis and Haemostasis 87 (2):  294–99. (February 2002). doi:10.1055/s-0037-1612988. PMID 11858490.
- “Factor V: a combination of Dr Jekyll and Mr Hyde”. Blood 101 (1):  20–30. (January 2003). doi:10.1182/blood-2002-01-0290. PMID 12393635.
- “Coagulation factor V”. The International Journal of Biochemistry & Cell Biology 36 (8):  1393–99. (August 2004). doi:10.1016/j.biocel.2003.08.002. PMID 15147718.
- “Factor V Leiden, prothrombin G20210A substitution and hormone therapy: indications for molecular screening”. Clinical Chemistry and Laboratory Medicine 44 (5):  514–21. (2006). doi:10.1515/CCLM.2006.103. PMID 16681418.
- “Signaling and regulation of the platelet glycoprotein Ib-IX-V complex”. Current Opinion in Hematology 14 (3):  262–69. (May 2007). doi:10.1097/MOH.0b013e3280dce51a. PMID 17414217.